# Cmentarz żydowski w Złoczewie
Cmentarz żydowski w Złoczewie – znajduje się przy ul. Cegielnianej i powstał w 1530 roku co czyni go jednym z najstarszych zachowanych kirkutów w Polsce. Ma powierzchnię 2 ha. Był miejscem pochówku kilku znanych rabinów. Został, wraz z całym miastem, zbombardowany przez Luftwaffe w czasie kampanii wrześniowej, a następnie zdewastowany przez nazistów. Do naszych czasów zachowały się jedynie dwa nagrobki.